# Joey Barton
Joseph Anthony Barton, detto Joey (Liverpool, 2 settembre 1982), è un allenatore di calcio ed ex calciatore inglese, di ruolo centrocampista.

## Biografia
Proveniente da Huyton - agglomerato urbano vicino a Liverpool - cresce insieme al padre e alla nonna, che in seguito ringrazierà per averlo fatto crescere e tenuto lontano dalle droghe. Dopo il diploma, nonostante fosse una promessa del rugby, decide di scegliere la via del calcio.
Il fratello Michael e il cugino Paul Taylor sono stati arrestati per esser stati coinvolti nell'omicidio a sfondo razzista dello studente Anthony Walker, nel 2005. Verranno poi condannati rispettivamente a 18 e 23 anni di carcere.
In passato ha frequentato un centro di riabilitazione per risolvere i problemi legati all'alcolismo. Porta avanti da tempo una campagna contro l'omofobia, soprannominata Rainbow laces. Consiste nel mettere dei lacci color arcobaleno alle scarpette da calcio.

## Caratteristiche tecniche
Incontrista, in possesso di una buona tecnica, è in grado di impostare rapidamente l'azione. Spesso schierato come mediano, è abile nel contrastare gli avversari e nel recuperare palloni. Giocatore dal temperamento aggressivo, in carriera si è spesso reso soggetto di atti di violenza che lo hanno portato a numerose squalifiche.

## Carriera

### Giocatore

#### Club
Muove i suoi primi passi nel settore giovanile dell'Everton. Successivamente svolge un provino per il Nottingham Forest. Il provino darà esito negativo: secondo il club di Nottingham, Barton è troppo piccolo per giocare a calcio.

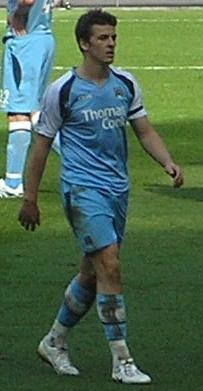
Joey Barton con la maglia dei Citizens

Nel 1997 entra nel settore giovanile del Manchester City. Esordisce con i Citiziens il 5 aprile 2003 contro il Bolton. Avrebbe dovuto esordire in prima squadra il 23 novembre 2002 nel corso della ripresa di Manchester City-Middlesbrough, ma il giocatore perde la maglietta — lasciata sulla panchina — nel corso dell'intervallo, rimandando l'esordio. Mette a segno la sua prima rete tra i professionisti il 18 aprile contro il Tottenham. Il 14 agosto 2003 esordisce in Coppa UEFA contro il The New Saints, società gallese. In seguito all'aggressione a Ousmane Dabo nel 2007, il City decide di cederlo.
Voluto fortemente dal tecnico Sam Allardyce, il 14 giugno 2007 passa al Newcastle in cambio di 5,8 milioni di sterline. Durante un'amichevole precampionato, si frattura il quinto metatarso del piede sinistro, restando fermo inizialmente per quasi due mesi. Esordisce con i Magpies il 22 ottobre contro il Tottenham (vittoria per 3-1), subentrando al 26º della ripresa al posto di Emre Belözoğlu.
L'esperienza con il Newcastle è caratterizzata da alti e bassi, dovuti a infortuni, squalifiche e comportamenti sopra le righe, che spingono i Magpies a cederlo nel 2011.

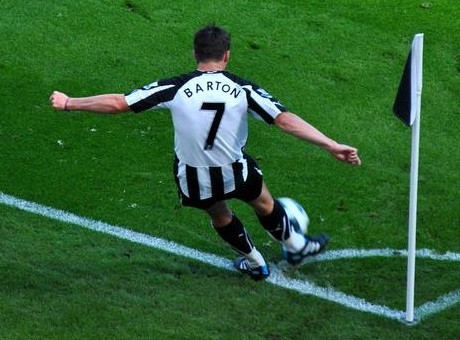
Barton si appresta a battere un calcio d'angolo con la maglia del nel 2010

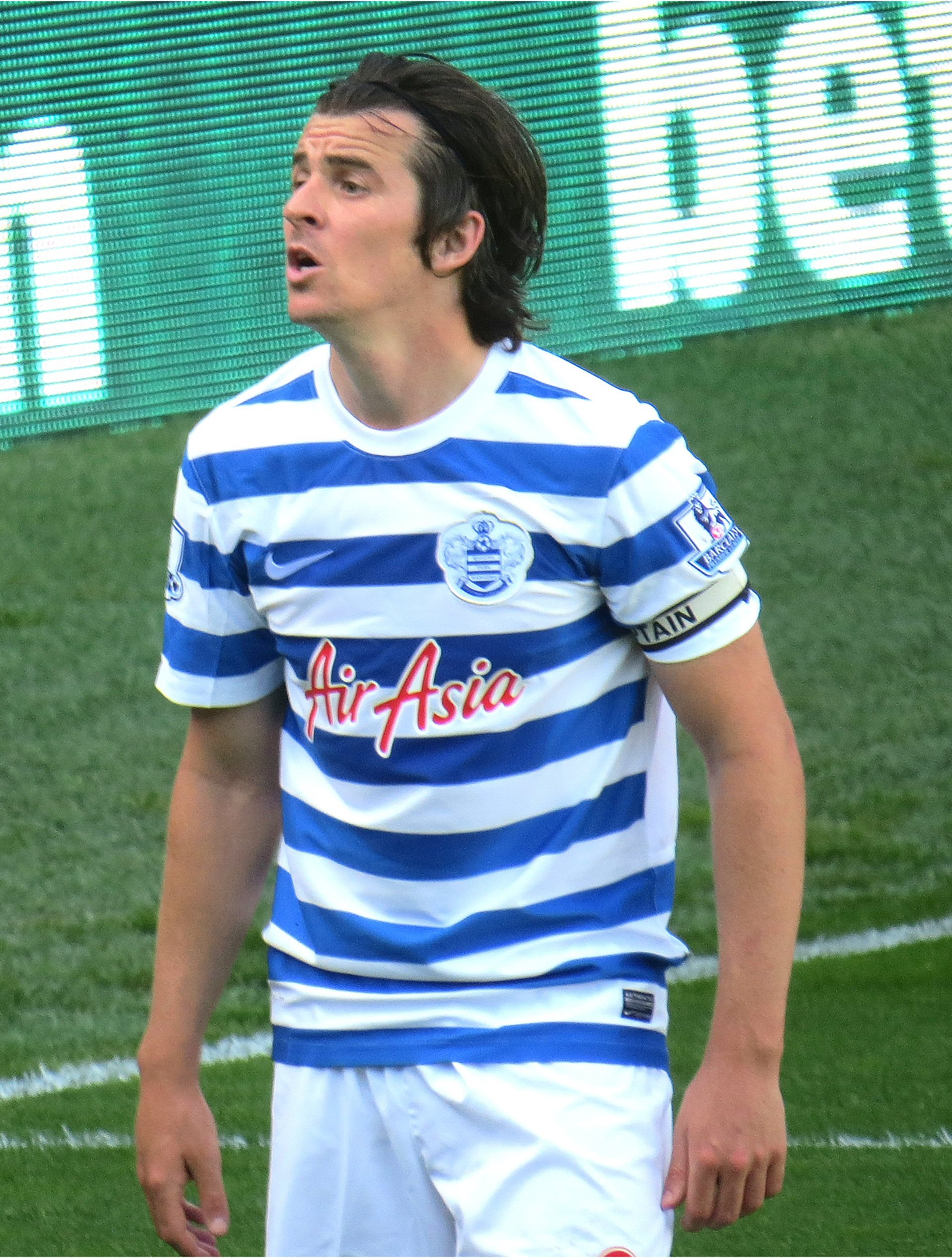
Barton con la maglia del Queens Park Rangers nel 2015

Il 26 agosto 2011 passa a parametro zero al QPR, firmando un quadriennale. Nominato capitano della squadra, esordisce con gli Hoops da titolare il 12 settembre in QPR-Newcastle. L'incontro terminerà 0-0. La settimana successiva segna una rete nello 0-3 imposto ai danni del Wolverhampton.
Il 23 maggio 2012 viene squalificato per dodici giornate dalla Football Association. L'episodio è avvenuto il 12 maggio in Manchester City-QPR. Incontro nel quale il giocatore viene espulso al 55º per aver rifilato una gomitata a Tévez a palla lontana. Questo gesto gli costa quattro giornate di squalifica. Fuori dalla giurisdizione dell'arbitro si rende autore di doppia condotta violenta ai danni di Agüero e Kompany, che gli costano altre otto giornate di squalifica. Questo gesto gli costa - oltre alla detrazione dello stipendio per sei settimane - la revoca della fascia da capitano.
Il 1º settembre 2012 passa all'Olympique Marsiglia in uno scambio di prestiti che porta Stéphane M'Bia al QPR. Esordisce con i francesi il 22 settembre contro il Fenerbahçe, incontro valido per la fase a gironi di UEFA Europa League. Ancora sotto squalifica dalla precedente stagione, non ha modo di esordire in campionato fino a novembre. Esordisce in Ligue 1 il 25 novembre contro il Lilla. Viene sostituito al 74º da Loïc Rémy. Nel corso della stagione segna una sola rete, direttamente da calcio d'angolo contro il Borussia Mönchengladbach. Termina l'annata con 33 presenze e una rete.
Voluto dal tecnico Harry Redknapp, viene confermato dai londinesi coi quali disputa un'ottima stagione, culminata — grazie al successo sul Derby County nella finale play-off — con il ritorno in Premier League. Dalla stagione successiva torna a essere capitano degli Hoops. Il 27 maggio 2015 rescinde il proprio contratto.
Il 27 agosto 2015 sottoscrive un contratto annuale con il Burnley. Il 24 maggio 2016 — dopo aver conquistato la promozione in Premier League con i Clarets — firma un biennale con i Glasgow Rangers. Il 10 novembre rescinde il suo contratto con i Gers.
Il 2 gennaio 2017 torna al Burnley, firmando un accordo valido fino a giugno. Il 26 aprile viene squalificato per diciotto mesi dalla FA, e condannato a 30 000 sterline di multa, per aver violato il regolamento sulle scommesse, avendone effettuate ben 1 260 nei precedenti dieci anni. Nella stessa mattinata il giocatore, tramite una lettera pubblicata sul proprio sito, annuncia il ritiro dal calcio giocato, ammettendo di essere malato di ludopatia e imputando la situazione al suo background culturale.

#### Nazionale
L'ottima stagione con il Manchester City gli vale la convocazione nell'Under-21 per gli incontri di qualificazione all'Europeo Under-21 2004 in Germania. Prende parte a due incontri, contro Macedonia e il Portogallo, segnando una rete contro i lusitani.
Il 2 febbraio 2007 viene incluso dal tecnico Steve McClaren tra i convocati che prenderanno parte all'amichevole contro la Spagna. Esordisce quindi in nazionale cinque giorni dopo, subentrando a Steven Gerrard al 33º della seconda metà di gioco. La partita verrà vinta dalle Furie Rosse per 1-0. Sarà la sua unica presenza con la maglia della nazionale inglese.

### Allenatore
Il 18 aprile 2018 firma un contratto triennale con il Fleetwood Town, valido a partire dalla stagione successiva. Il 13 aprile 2019, in seguito a una sconfitta in trasferta con il Barnsley, la polizia del South Yorkshire ha iniziato un'indagine dopo che Barton avrebbe attaccato l'allenatore avversario Daniel Stendel nel tunnel degli spogliatoi. Nel luglio successivo, Barton è stato accusato di aver causato lesioni facciali a Stendel ed è tornato in libertà su cauzione fino al 9 ottobre. Il 4 gennaio 2021 si dimette dall'incarico.
Il 22 febbraio viene ingaggiato dal Bristol Rovers, firmando un accordo valido fino al 2023.

## Controversie
(Joey Barton, 30 settembre 2014.)
Barton non si è contraddistinto solo per le capacità tecniche e sportive, ma anche per il suo comportamento al di fuori delle regole, nonché per il carattere particolarmente violento. Nel 2004, nel corso di una cena con la squadra (ai tempi il giocatore militava al Manchester City), spense una sigaretta sull'occhio sinistro di Jamie Tandy, un giocatore del settore giovanile. Verrà sanzionato dalla società con una multa di 60 000 sterline.
Nel luglio 2005 viene rispedito a casa dalla società dal ritiro in Thailandia per aver aggredito un quindicenne tifoso dell'Everton. Questo episodio gli costerà una multa di 120 000 sterline. Il 13 marzo 2007 viene accusato di aggressione e danni a proprietà altrui nei confronti di un tassista di Liverpool. Qualche mese dopo aggredisce il compagno di squadra Ousmane Dabo, causandogli il distaccamento della retina. Il calciatore viene condannato a 4 mesi di carcere e 200 ore di servizi sociali.
Il 27 dicembre 2007 il giocatore picchia violentemente un sedicenne. Il 20 maggio 2008 è condannato a sei mesi di reclusione per aggressione e rissa a causa di un suo coinvolgimento in un incidente nel centro di Liverpool., venendo rilasciato il 28 luglio seguente, dopo 77 giorni di detenzione. Il primo luglio 2008 gli è sospesa la condizionale per aver ammesso d'aver aggredito il suo ex compagno di squadra Ousmane Dabo durante un allenamento disputato il primo maggio 2007: questo episodio segna la fine della sua carriera nei Citizens.

## Statistiche

### Presenze e reti nei club
| Stagione               | Squadra                | Campionato             | Campionato | Campionato | Coppe nazionali | Coppe nazionali | Coppe nazionali | Coppe continentali | Coppe continentali | Coppe continentali | Altre coppe | Altre coppe | Altre coppe | Totale | Totale |
| Stagione               | Squadra                | Comp                   | Pres       | Reti       | Comp            | Pres            | Reti            | Comp               | Pres               | Reti               | Cpmp        | Pres        | Reti        | Pres   | Reti   |
| ---------------------- | ---------------------- | ---------------------- | ---------- | ---------- | --------------- | --------------- | --------------- | ------------------ | ------------------ | ------------------ | ----------- | ----------- | ----------- | ------ | ------ |
| 2002-2003              | Manchester City        | PL                     | 7          | 1          | FACup+CdL       | 0               | 0               | -                  | -                  | -                  | -           | -           | -           | 7      | 1      |
| 2003-2004              | Manchester City        | PL                     | 28         | 1          | FACup+CdL       | 4+2             | 0               | CU                 | 5                  | 0                  | -           | -           | -           | 39     | 1      |
| 2004-2005              | Manchester City        | PL                     | 31         | 1          | FACup+CdL       | 1+1             | 0+1             | -                  | -                  | -                  | -           | -           | -           | 33     | 2      |
| 2005-2006              | Manchester City        | PL                     | 31         | 6          | FACup+CdL       | 5+0             | 0               | -                  | -                  | -                  | -           | -           | -           | 36     | 6      |
| 2006-2007              | Manchester City        | PL                     | 33         | 6          | FACup+CdL       | 4+1             | 1+0             | -                  | -                  | -                  | -           | -           | -           | 38     | 7      |
| Totale Manchester City | Totale Manchester City | Totale Manchester City | 130        | 15         |                 | 18              | 2               |                    | 5                  | 0                  |             | -           | -           | 153    | 17     |
| 2007-2008              | Newcastle Utd          | PL                     | 23         | 1          | FACup+CdL       | 0               | 0               | -                  | -                  | -                  | -           | -           | -           | 23     | 1      |
| 2008-2009              | Newcastle Utd          | PL                     | 9          | 1          | FACup+CdL       | 0               | 0               | -                  | -                  | -                  | -           | -           | -           | 9      | 1      |
| 2009-2010              | Newcastle Utd          | FLC                    | 15         | 1          | FACup+CdL       | 0               | 0               | -                  | -                  | -                  | -           | -           | -           | 15     | 1      |
| 2010-2011              | Newcastle Utd          | PL                     | 32         | 4          | FACup+CdL       | 1+2             | 1+0             | -                  | -                  | -                  | -           | -           | -           | 35     | 5      |
| ago. 2011              | Newcastle Utd          | PL                     | 2          | 0          | FACup+CdL       | -               | -               | -                  | -                  | -                  | -           | -           | -           | 2      | 0      |
| Totale Newcastle       | Totale Newcastle       | Totale Newcastle       | 81         | 7          |                 | 3               | 1               |                    | -                  | -                  |             | -           | -           | 84     | 8      |
| ago. 2011-2012         | QPR                    | PL                     | 31         | 3          | FACup+CdL       | 1+0             | 0               | -                  | -                  | -                  | -           | -           | -           | 32     | 3      |
| 2012-2013              | O. Marsiglia           | L1                     | 25         | 0          | CF+CdL          | 3+0             | 0               | UEL                | 5                  | 1                  | -           | -           | -           | 33     | 1      |
| 2013-2014              | QPR                    | FLC                    | 34+3       | 3          | FACup+CdL       | 1+1             | 0               | -                  | -                  | -                  | -           | -           | -           | 39     | 3      |
| 2014-2015              | QPR                    | PL                     | 28         | 1          | FACup+CdL       | 0               | 0               | -                  | -                  | -                  | -           | -           | -           | 28     | 1      |
| Totale QPR             | Totale QPR             | Totale QPR             | 93+3       | 7          |                 | 3               | 0               |                    | -                  | -                  |             | -           | -           | 99     | 7      |
| 2015-2016              | Burnley                | FLC                    | 38         | 3          | FACup+CdL       | 2+0             | 0               | -                  | -                  | -                  | -           | -           | -           | 40     | 3      |
| nov. 2016              | Rangers                | SP                     | 5          | 0          | SC+CdL          | 0+3             | 0               | -                  | -                  | -                  | -           | -           | -           | 8      | 0      |
| gen.-giu. 2017         | Burnley                | PL                     | 14         | 1          | FACup+CdL       | 4+0             | 0               | -                  | -                  | -                  | -           | -           | -           | 18     | 1      |
| Totale Burnley         | Totale Burnley         | Totale Burnley         | 52         | 4          |                 | 6               | 0               |                    | -                  | -                  |             | -           | -           | 58     | 4      |
| Totale carriera        | Totale carriera        | Totale carriera        | 389        | 33         |                 | 36              | 3               |                    | 10                 | 1                  |             | -           | -           | 435    | 37     |

### Cronologia presenze e reti in nazionale
| Cronologia completa delle presenze e delle reti in nazionale ― Inghilterra | Cronologia completa delle presenze e delle reti in nazionale ― Inghilterra | Cronologia completa delle presenze e delle reti in nazionale ― Inghilterra | Cronologia completa delle presenze e delle reti in nazionale ― Inghilterra | Cronologia completa delle presenze e delle reti in nazionale ― Inghilterra | Cronologia completa delle presenze e delle reti in nazionale ― Inghilterra | Cronologia completa delle presenze e delle reti in nazionale ― Inghilterra | Cronologia completa delle presenze e delle reti in nazionale ― Inghilterra |
| Data                                                                       | Città                                                                      | In casa                                                                    | Risultato                                                                  | Ospiti                                                                     | Competizione                                                               | Reti                                                                       | Note                                                                       |
| -------------------------------------------------------------------------- | -------------------------------------------------------------------------- | -------------------------------------------------------------------------- | -------------------------------------------------------------------------- | -------------------------------------------------------------------------- | -------------------------------------------------------------------------- | -------------------------------------------------------------------------- | -------------------------------------------------------------------------- |
| 7-2-2007                                                                   | Manchester                                                                 | Inghilterra                                                                | 0 – 1                                                                      | Spagna                                                                     | Amichevole                                                                 | -                                                                          | 78’                                                                        |
| Totale                                                                     |                                                                            | Presenze                                                                   | 1                                                                          |                                                                            | Reti                                                                       | 0                                                                          |                                                                            |

### Statistiche da allenatore
Statistiche aggiornate al 10 gennaio 2023.
| Stagione              | Squadra               | Campionato            | Campionato | Campionato | Campionato | Campionato | Coppe nazionali | Coppe nazionali | Coppe nazionali | Coppe nazionali | Coppe nazionali | Coppe continentali | Coppe continentali | Coppe continentali | Coppe continentali | Coppe continentali | Altre coppe | Altre coppe | Altre coppe | Altre coppe | Altre coppe | Totale | Totale | Totale | Totale | % Vittorie | Piazzamento      |
| Stagione              | Squadra               | Comp                  | G          | V          | N          | P          | Comp            | G               | V               | N               | P               | Comp               | G                  | V                  | N                  | P                  | Comp        | G           | V           | N           | P           | G      | V      | N      | P      | %          | Piazzamento      |
| --------------------- | --------------------- | --------------------- | ---------- | ---------- | ---------- | ---------- | --------------- | --------------- | --------------- | --------------- | --------------- | ------------------ | ------------------ | ------------------ | ------------------ | ------------------ | ----------- | ----------- | ----------- | ----------- | ----------- | ------ | ------ | ------ | ------ | ---------- | ---------------- |
| 2018-2019             | Fleetwood Town        | FL1                   | 46         | 16         | 13         | 17         | FACup+CdL       | 3+2             | 2+0             | 0+1             | 1+1             | -                  | -                  | -                  | -                  | -                  | FLT         | 3           | 0           | 1           | 2           | 54     | 18     | 15     | 21     | 33,33      | 11º              |
| 2019-2020             | Fleetwood Town        | FL1                   | 35+2       | 16+0       | 12+1       | 7+1        | FACup+CdL       | 3+1             | 2+0             | 0               | 1+1             | -                  | -                  | -                  | -                  | -                  | FLT         | 5           | 3           | 0           | 2           | 46     | 21     | 13     | 12     | 45,65      | 6º               |
| 2020-gen. 2021        | Fleetwood Town        | FL1                   | 20         | 8          | 5          | 7          | FACup+CdL       | 1+3             | 0+2             | 0               | 1+1             | -                  | -                  | -                  | -                  | -                  | FLT         | 4           | 3           | 1           | 0           | 28     | 13     | 6      | 9      | 46,43      | Dimis.           |
| Totale Fleetwood Town | Totale Fleetwood Town | Totale Fleetwood Town | 101+2      | 40+0       | 30+1       | 31+1       |                 | 13              | 6               | 1               | 6               |                    | -                  | -                  | -                  | -                  |             | 12          | 6           | 2           | 4           | 128    | 52     | 34     | 42     | 40,63      |                  |
| feb.-giu. 2021        | Bristol Rovers        | FL1                   | 18         | 3          | 2          | 13         | FACup+CdL       | -               | -               | -               | -               | -                  | -                  | -                  | -                  | -                  | FLT         | -           | -           | -           | -           | 18     | 3      | 2      | 13     | 16,67      | Sub. 24º (retr.) |
| 2021-2022             | Bristol Rovers        | FL2                   | 46         | 23         | 11         | 12         | FACup+CdL       | 4+1             | 1+0             | 2+0             | 1+1             | -                  | -                  | -                  | -                  | -                  | FLT         | 3           | 1           | 0           | 2           | 54     | 25     | 13     | 16     | 46,30      | 3º (prom.)       |
| 2022-2023             | Bristol Rovers        | FL1                   | 26         | 10         | 7          | 9          | FACup+CdL       | 2+1             | 1+0             | 0               | 1+1             | -                  | -                  | -                  | -                  | -                  | FLT         | 6           | 4           | 0           | 2           | 35     | 15     | 7      | 13     | 42,86      | in corso         |
| Totale Bristol Rovers | Totale Bristol Rovers | Totale Bristol Rovers | 90         | 36         | 20         | 34         |                 | 8               | 2               | 2               | 4               |                    | -                  | -                  | -                  | -                  |             | 9           | 5           | 0           | 4           | 107    | 43     | 22     | 42     | 40,19      |                  |
| Totale carriera       | Totale carriera       | Totale carriera       | 193        | 76         | 51         | 66         |                 | 21              | 8               | 3               | 10              |                    | -                  | -                  | -                  | -                  |             | 21          | 11          | 2           | 8           | 235    | 95     | 56     | 84     | 40,43      |                  |

## Palmarès

### Club

#### Competizioni nazionali
- Football League Championship: 2

Newcastle: 2009-2010
Burnley: 2015-2016